# Incidente di Mechelen

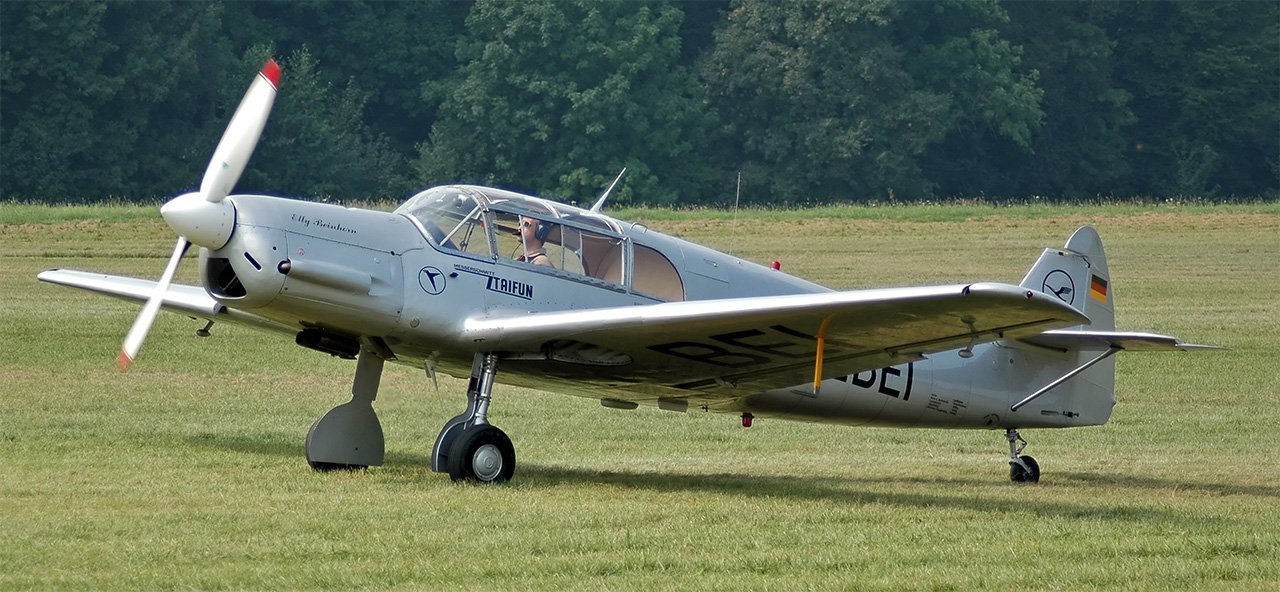
Un Messerschmitt BF.108, il tipo di aereo che pilotava Erich Hoenmans.

Il cosiddetto incidente di Mechelen, noto anche come Affare Mechelen, si verificò in Belgio del 10 gennaio 1940 durante la strana guerra nelle prime fasi della seconda guerra mondiale. Un aereo tedesco, con a bordo un ufficiale che trasportava i piani per il Fall Gelb ("Caso Giallo", l'attacco tedesco ai Paesi Bassi), compì un atterraggio di fortuna nel Belgio neutrale, nei pressi di Vucht, nell'attuale comune di Maasmechelen nella provincia di Limburgo; i documenti trasportati dall'ufficiale caddero così in mano alle autorità belghe.
Ciò provocò una crisi immediata nei Paesi Bassi e tra le autorità francesi e britanniche, quando i belgi notificarono la scoperta dei piani tedeschi; tuttavia la crisi si placò in tempi relativamente brevi una volta che le date indicate nei piani come inizio dell'offensiva tedesca passarono senza incidenti. Si è sostenuto che l'incidente portò ad un cambiamento importante nel piano di attacco tedesco, ma anche questa ipotesi è stata contestata.

## L'incidente

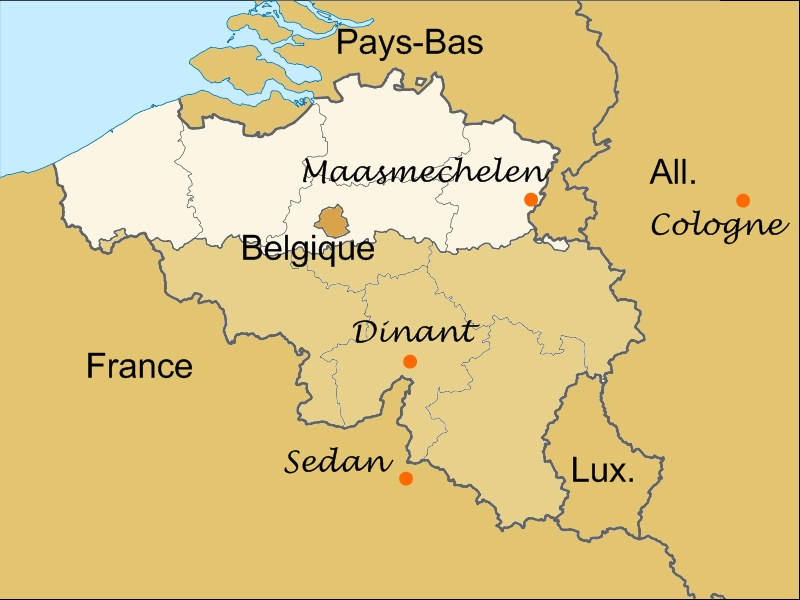
L'ubicazione del luogo dell'incidente

La vicenda ebbe inizio a seguito di un errore di un pilota tedesco, il maggiore Erich Hoenmans, comandante della base d'aviazione di Loddenheide nei pressi di Münster. La mattina del 10 gennaio, Hoenmans era ai comandi di un Messerschmitt Bf 108 Taifun, un velivolo utilizzato per la ricognizione, il collegamento e altri ruoli vari, in volo da Loddenheide a Colonia quando perse la sua rotta; ampi bassi banchi di nebbia gli oscuravano la visione del paesaggio. Hoenmans cambiò rotta verso ovest, con la speranza di ritrovare l'orientamento raggiungendo il Reno; tuttavia, avendo già attraversato il corso del fiume, congelato e quindi indistinguibile dal paesaggio innevato circostante, decise di cambiare direzione, lasciando il territorio tedesco e giungendo fino alla Mosa, che marcava confine tra Belgio e Paesi Bassi, finendo sopra Vucht.
In quel momento, sembra che Hoenmanns abbia interrotto per errore l'alimentazione di carburante al motore dell'aereo spostando una leva all'interno della cabina di pilotaggio. Il motore scoppiettò, poi si fermò e Hoenmanns fu costretto ad atterrare in un campo vicino verso le 11:30. L'aereo venne gravemente danneggiato. Entrambe le ali si spezzarono quando colpirono due pioppi canadesi mentre sfrecciava tra di loro; il motore pesante strappò la sezione del muso. L'aereo venne danneggiato irreparabilmente, ma Hoenmanns sopravvisse illeso.
Se Hoenmanns fosse stato solo sull'aereo, probabilmente non sarebbe successo nulla di molto significativo, a parte il suo internamento per atterraggio senza permesso in un paese neutrale. Ma egli aveva un passeggero, il maggiore Helmuth Reinberger, che era responsabile dell'organizzazione dei rifornimenti della 7. Flieger-Division, la formazione che avrebbe dovuto far atterrare i paracadutisti dietro le linee belghe a Namur il giorno dell'imminente attacco. Reinberger stava andando a Colonia per una riunione di stato maggiore. La sera prima, bevendo qualcosa in mensa, Hoenmans si era offerto di portarlo in volo a destinazione. Di solito Reinberger avrebbe dovuto fare il noioso viaggio in treno, ma Hoenmanns necessitava comunque di qualche ora di volo in più e voleva portare degli effetti personali a sua moglie a Colonia. Hoenmanns non sapeva che Reinberger era in possesso di documenti relativi al piano tedesco dell'attacco a Paesi Bassi e Belgio, che era stato fissato da Adolf Hitler una settimana dopo il 17 gennaio.

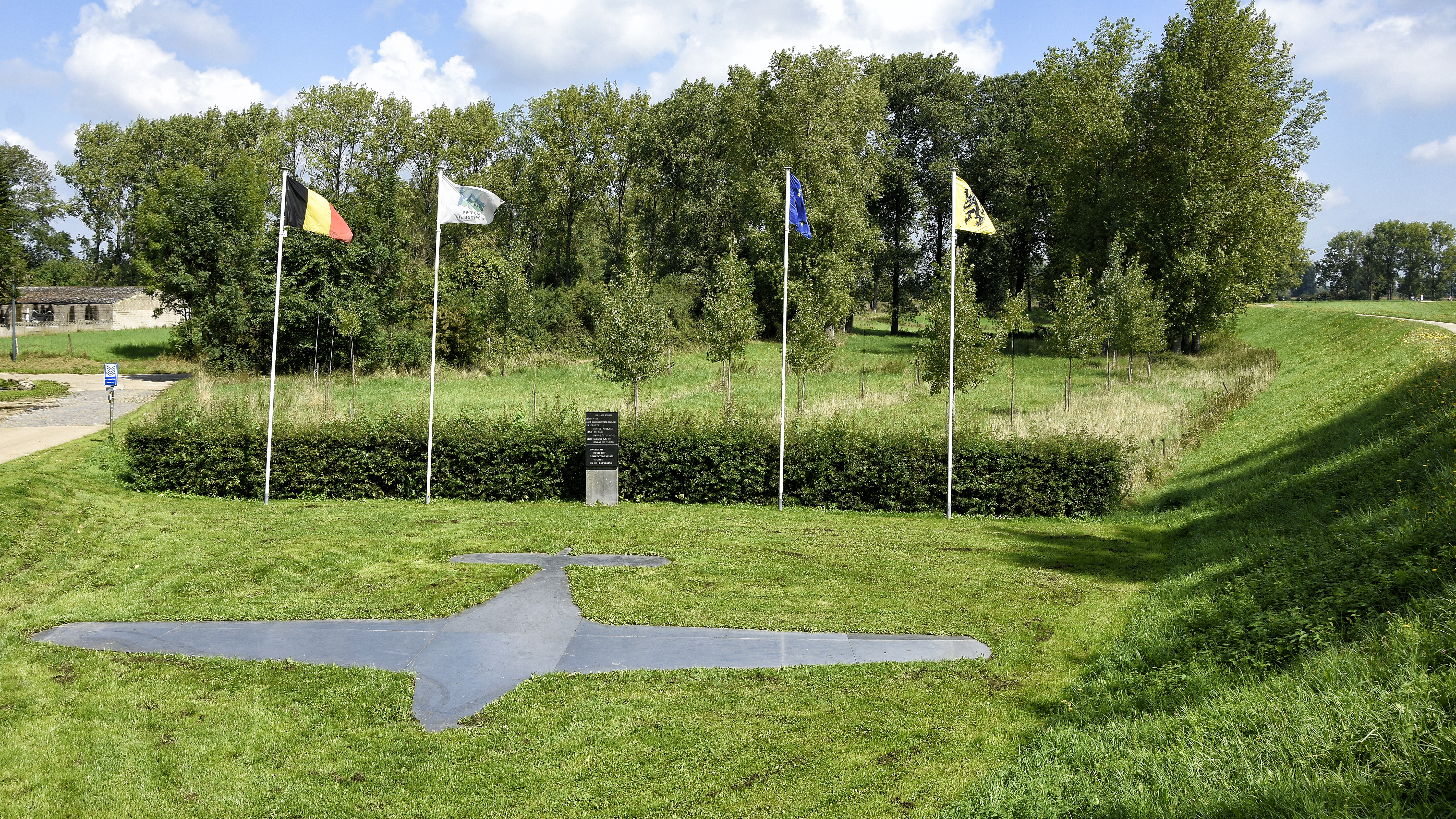
Oggi un monumento commemora l'incidente

Solo dopo l'atterraggio Hoenmanns si rese conto che Reinberger trasportava documenti segreti, quando chiesero a un bracciante agricolo, Engelbert Lambrichts, dove si trovassero, per sapere che avevano attraversato inconsapevolmente il territorio olandese ed erano sbarcati appena dentro il Belgio. Sentendo ciò, Reinberger venne preso dal panico e si precipitò di nuovo sull'aereo per mettere al sicuro la sua valigetta di pelle di cinghiale gialla, gridando che aveva documenti segreti che doveva distruggere immediatamente. Per permettergli di farlo Hoenmanns, come diversivo, si allontanò dall'aereo. Reinberger provò prima ad appiccare il fuoco ai documenti con l'accendino ma non funzionò; corse quindi dal bracciante che gli diede un solo fiammifero. Con questo Reinberger si nascose dietro un cespuglio e ammucchiò le carte a terra per bruciarle. Ma presto arrivarono in bicicletta due guardie di frontiera belghe, il sergente Frans Habets e il caporale Gerard Rubens. Vedendo il fumo uscire dai cespugli, Rubens si precipitò per salvare i documenti dalla completa distruzione. Reinberger all'inizio fuggì, ma si lasciò prendere prigioniero dopo che vennero sparati due colpi di avvertimento.
I due tedeschi vennero portati al posto di guardia di frontiera belga vicino Mechelen-aan-de-Maas (francese: Malines-sur-Meuse). Lì vennero interrogati dal capitano Arthur Rodrique, che pose i documenti carbonizzati su un tavolo. Come nuovo diversivo, Hoenmans chiese ai soldati belgi di fargli usare il bagno; Reinberger tentò quindi di buttare le carte in una stufa presente nelle vicinanze. Ci riuscì, ma urlò di dolore quando sollevò il coperchio rovente della stufa. Sorpreso, Rodrique si voltò ed estrasse le carte dal fuoco, ustionandosi gravemente la mano. I documenti vennero poi rinchiusi in un'altra stanza. La mancata distruzione fece comprendere a Reinberger che sarebbe stato sicuramente fucilato, per aver permesso la caduta del piano d'attacco nelle mani del nemico. Il maggiore decise di suicidarsi e cercò di afferrare la pistola di Rodrique. Quando l'infuriato capitano lo buttò a terra, Reinberger scoppiò in lacrime, gridando: «Volevo la tua pistola per uccidermi». Hoenmans sostenne Reinberger dicendo: «Non puoi biasimarlo. È un ufficiale. Ora è finito».
Due ore più tardi arrivarono agenti dei servizi segreti belgi, i quali portarono le carte all'attenzione dei loro superiori nel tardo pomeriggio.

## La crisi

### L'iniziale reazione tedesca
Nella tarda serata del 10 gennaio la notizia dell'incidente raggiunse Berlino, tramite i resoconti della stampa su un aereo tedesco precipitato. Ciò suscitò una costernazione generale nell'Oberkommando der Wehrmacht, l'alto comando delle forze armate tedesche, dato che si dedusse presto che Reinberger doveva avere con sé documenti che rivelavano il piano d'attacco. L'11 gennaio un Hitler infuriato sollevò dal comando sia il comandante della Luftflotte 2, il generale Hellmuth Felmy, sia il capo di stato maggiore di Felmy, il colonnello Josef Kammhuber. Venne comunque deciso di procedere con l'attacco come originariamente pianificato, mentre l'addetto della Luftwaffe all'Aia, il tenente generale Rudolf Wenninger, e l'addetto militare a Bruxelles, il colonnello Friedrich-Carl von Pappenheim Rabe, avrebbero verificato se il piano era stato fatalmente compromesso o meno. Il 12 gennaio, giorno del primo incontro degli addetti con Reinberger e Hoenmanns, il generale Alfred Jodl, capo delle operazioni della Wehrmacht, diede ad Hitler una valutazione preoccupante di ciò che i belgi avrebbero potuto aver appreso. Una nota nel diario di Jodl del 12 gennaio, riassume ciò che aveva detto a Hitler: «Se il nemico è in possesso di tutti gli incartamenti, la situazione è catastrofica!». Tuttavia, i tedeschi vennero inizialmente rassicurati dalle dichiarazioni create ad arte dei belgi.

### L'inganno
I belgi decisero di provare ad ingannare Reinberger, facendogli credere che i documenti fossero stati distrutti e dandogli la possibilità di trasmettere queste informazioni alle autorità tedesche. L'inganno si sviluppò in due parti: nella prima gli investigatori belgi chiesero a Reinberger di riferire il contenuto dei piani, dicendogli che sarebbe stato trattato come una spia se non avesse eseguito. In seguito Reinberger testimoniò dicendo: «Dal modo in cui era stata posta questa domanda, mi resi conto che [l'interrogatore] non aveva potuto capire nulla dai frammenti dei documenti che aveva visto». La seconda parte del piano era quella di lasciare che Reinberger e Hoenmans incontrassero gli addetti tedeschi dell'aeronautica e dell'esercito, Wenninger e Rabe von Pappenheim, mentre le loro conversazioni venivano registrate segretamente. Durante questo incontro Reinberger informò Wenninger che era riuscito a bruciare le carte abbastanza da renderle illeggibili. Questa manovra di inganno ebbe abbastanza successo, almeno nel breve termine: dopo l'incontro alla stazione di polizia, Vicco von Bülow-Schwante, ambasciatore della Germania in Belgio, telegrafò ai suoi superiori: «Il maggiore Reinberger ha confermato di aver bruciato i documenti, ad eccezione di alcuni residui delle dimensioni del palmo di una mano. Reinberger conferma che la maggior parte dei documenti che non è stato possibile distruggere sembrano essere privi d'importanza». Ciò sembrò aver convinto il generale Jodl: il suo diario, al 13 gennaio, riporta la seguente nota: «Rapporto sulla conversazione dell'addetto della Luftwaffe con i due aviatori che hanno effettuato un atterraggio di fortuna. Risultato: cassa spedizione bruciata per certo».

### La reazione belga
Il 10 gennaio i belgi dubitavano ancora dell'autenticità dei documenti, che erano stati tradotti rapidamente dalla Deuxième Section (l'intelligence militare) dello stato maggiore a Bruxelles. La maggior parte era infatti stata gravemente danneggiata dai tentativi consecutivi di Reinberger di bruciarli, ma dai restanti passaggi emergevano chiaramente le linee generali di un'offensiva tedesca contro Belgio e Olanda, sebbene la data dell'attacco non fosse menzionata e la maggior parte del testo riguardasse istruzioni specifiche solo per la 7. Flieger-Division. Poiché il loro contenuto era conforme ai precedenti avvertimenti del ministro degli Esteri italiano, il conte Galeazzo Ciano, su un attacco tedesco che avrebbe avuto luogo intorno al 15 gennaio, l'11 gennaio il generale Raoul Van Overstraeten concluse che le informazioni erano sostanzialmente corrette. Quel pomeriggio il re Leopoldo III del Belgio decise d'informare il proprio ministro della Difesa, il generale Henri Denis, e il comandante supremo francese, il generale Maurice Gamelin. Alle 17:15 l'ufficiale di collegamento francese, il tenente colonnello Hautcœur, ricevette un riassunto di due pagine del contenuto, anche se senza alcuna spiegazione di come le informazioni fossero state ottenute. Anche Lord Gort, il comandante della British Expeditionary Force, venne avvertito e Leopoldo telefonò personalmente alla principessa Giuliana dei Paesi Bassi e alla Granduchessa del Lussemburgo Carlotta dicendo alla prima «Attenzione, il tempo è pericoloso» e alla seconda «Attenti all'influenza», entrambe frasi in codice predeterminate che indicavano che i belgi consideravano imminente un attacco tedesco.

### La reazione francese
La mattina del 12 gennaio Gamelin tenne una riunione con i più alti comandanti dell'esercito francese e con il capo dell'intelligence militare, il colonnello Louis Rivet. Rivet era scettico circa l'avvertimento ricevuto dai belgi, ma Gamelin ritenne che, anche se si fosse trattato di un falso allarme, questa sarebbe stata un'eccellente opportunità per fare pressione sui belgi circa l'ingresso di truppe francesi nel loro paese. Gamelin intendeva eseguire un'offensiva decisiva contro la Germania nel 1941 attraverso i Paesi Bassi; la loro neutralità sarebbe stata tuttavia un ostacolo a questi piani. Se questo timore d'invasione avesse portato i belgi a schierarsi con Francia e Regno Unito, questo imbarazzante problema sarebbe stato parzialmente risolto, ottenendo così senza sforzo il terreno strategicamente vitale da cui lanciare l'attacco. D'altra parte, se la Germania davvero fosse andata avanti con l'invasione, era molto auspicabile che le forze francesi potessero trincerarsi nel Belgio centrale prima che il nemico arrivasse. Quindi, sia per intensificare la crisi che per essere pronti ad ogni occasione che si fosse presentata, Gamelin ordinò al 1º Gruppo d'armate e all'adiacente 3ª Armata francese di marciare verso la frontiera belga.

### L'avvertimento di Sas
Il fatto che le informazioni carpite intercettando le conversazioni tra i tedeschi sembrassero dimostrare che i documenti fossero autentici aumentò ulteriormente l'ansia belga; il giorno dopo si convinsero che la situazione era critica. La sera del 13 gennaio un messaggio del colonnello George Goethals, l'addetto militare belga a Berlino, riferiva: «C'erano ordini tattici o parte di essi sull'aereo di Malines? Un informatore sincero, la cui credibilità può essere contestata, afferma che questo aereo trasportava piani da Berlino a Colonia in relazione all'attacco all'Occidente. Poiché questi piani sono caduti nelle mani belghe, l'attacco avverrà domani per prevenire contromisure. Esprimo esplicite riserve su questo messaggio, che non considero attendibile, ma che è mio dovere riferire». L'"informatore sincero" era l'addetto militare olandese a Berlino Gijsbertus Sas, che parlò con Goethals verso le 17:00; le sue informazioni dovevano sempre essere considerate con attenzione, perché era in contatto con un ufficiale dei servizi segreti tedeschi che era un oppositore del regime nazista, oggi noto come il colonnello Hans Oster.
Il generale Van Overstraeten, il consigliere militare del re del Belgio, che venne informato del messaggio verso le 20:00, rimase sbalordito dal fatto che l'informatore sembrasse conoscere l'avvenuta cattura dei piani. Non era stata menzionata in nessun rapporto stampa sull'incidente. Era possibile che facesse parte di un grande piano d'inganno tedesco, ma altrettanto possibile che fosse autentico. Partendo dal presupposto che potesse essere preso sul serio, Van Overstraeten modificò l'avvertimento che il capo di stato maggiore belga, il tenente generale Édouard van den Bergen, aveva redatto e che stava per essere inviato a tutti i comandanti dell'esercito belga il 13 gennaio: là dove si diceva che un attacco era «probabile» per il mattino seguente, venne modicato in «quasi certo». Van den Bergen, che aveva segretamente promesso a Gamelin di portare il Belgio al fianco degli Alleati, decise quindi di trasmettere (su un popolare programma radiofonico di attualità), quella notte verso le 22:30, un richiamo immediato alle loro unità di tutti gli 80.000 soldati belgi in congedo. La "fase D", com'era nota, avrebbe dovuto garantire che le unità dell'esercito belga sarebbero state al completo al momento dell'attacco tedesco.
Questo drammatico gesto venne compiuto senza fare riferimento a Leopoldo III del Belgio o a Van Overstraeten e senza conoscere la decisione che era stata presa di tenere la Germania all'oscuro del fatto che il Belgio fosse in possesso dei suoi piani di attacco. Quindi, sempre senza fare alcun riferimento al re o a Van Overstraeten, Van den Bergen ordinò che le barriere al confine meridionale con la Francia fossero spostate, in modo che le truppe francesi e britanniche potessero marciare rapidamente quando sarebbero state chiamate in risposta all'attacco tedesco. Se i tedeschi avessero attaccato il 14 gennaio, Van den Bergen avrebbe probabilmente ricevuto le congratulazioni per la sua energica decisione; invece, cadde in disgrazia per aver agito senza il permesso del re, dato che Leopoldo era il comandante supremo di tutte le forze armate belghe. Van den Bergen venne rimproverato così duramente da Van Overstraeten che la reputazione del capo di stato maggiore belga non si riprese mai; alla fine del mese di gennaio si dimise dall'incarico. Una delle lamentele di Van Overstraeten sulle azioni di Van den Bergen era che aveva dato ai tedeschi motivo di credere che gli olandesi avessero i loro piani di attacco.

### La reazione olandese
Sebbene la regina Guglielmina dei Paesi Bassi e il suo governo fossero stati messi in alarme dall'avvertimento belga, il comandante supremo olandese Izaak H. Reijnders era scettico circa le informazioni. Quando l'addetto militare belga all'Aia, il tenente colonnello Pierre Diepenrijckx, gli consegnò un memorandum personale di Van Overstraeten il 12 gennaio, reagì: «Credete in questi messaggi? Io non ci credo affatto». Anche in questo caso gli olandesi non vennero informati della fonte precisa e i belgi nascosero il fatto che i tedeschi in questi piani stabilivano solo una parziale occupazione dei Paesi Bassi, escludendo il ridotto nazionale olandese (Vesting Holland).
Non è ancora noto se Reijnders sia stato avvertito il giorno successivo anche da Sas - dopo la guerra negò persino di aver parlato con l'addetto belga - ma la mattina del 14 gennaio, in reazione all'allarme belga, ordinò che non fosse concessa nessuna licenza ai soldati – a differenza dei belgi, gli olandesi quindi non richiamarono nessuno – e di chiudere i ponti strategici, mentre i detonatori dovevano essere collocati all'interno delle cariche esplosive di demolizione degli stessi. La popolazione civile, nel pomeriggio, si preoccupò per la trasmissione radiofonica che annunciava la cancellazione delle licenze ai militari e temeva che i tedeschi avrebbero potuto approfittare del freddo intenso per attraversare la "Nuova Linea d'Acqua olandese" ora che era congelata. La settimana successiva, per rassicurare la popolazione, la stampa diede ampio risalto alle seghe circolari motorizzate che erano disponibili per tagliare le calotte di ghiaccio durante le inondazioni.

### L'apice della crisi

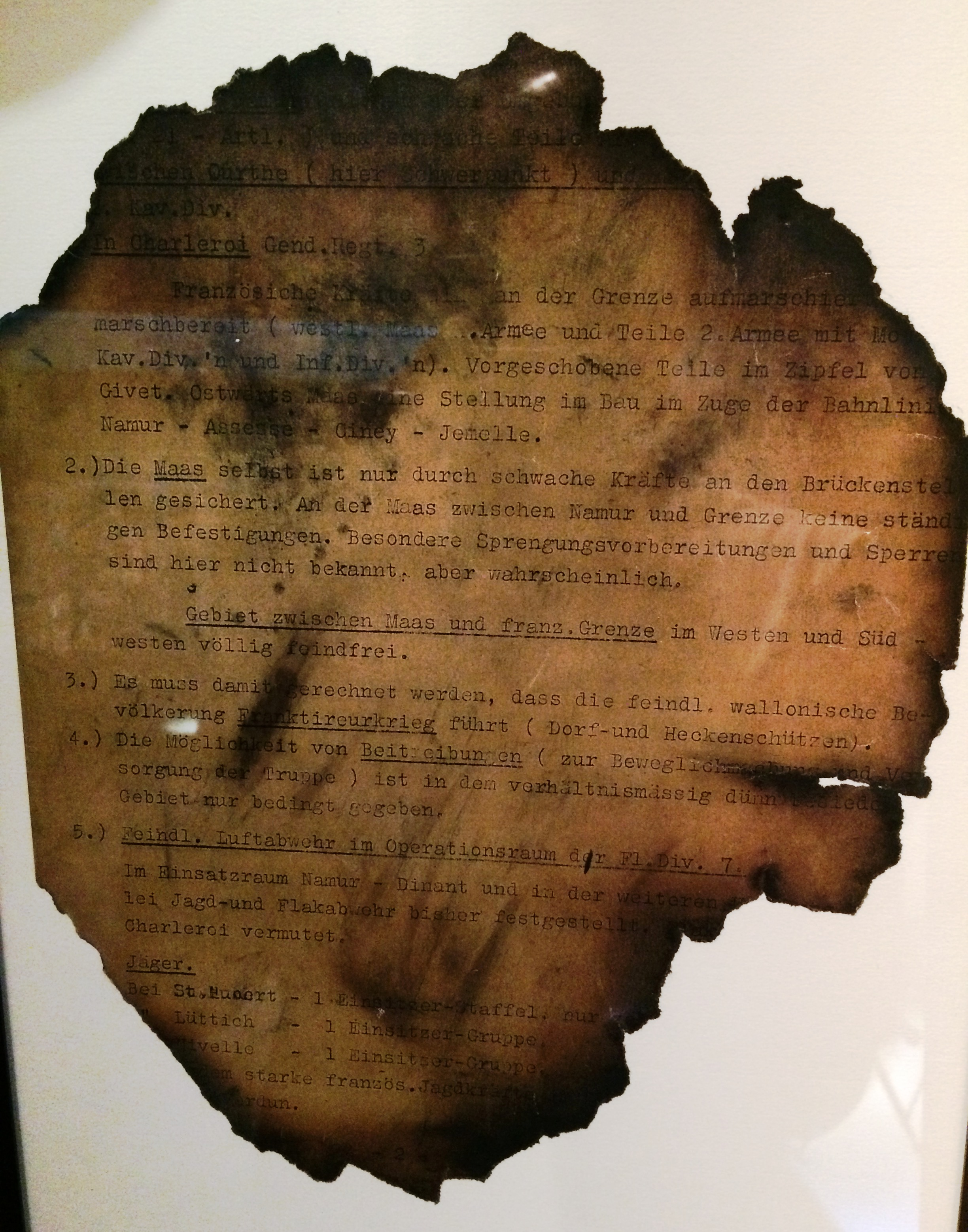
I piani tedeschi originali catturati a Mechelen, ora nella collezione del Museo reale dell'esercito e della storia militare a Bruxelles

Il desiderio del governo belga (governo van Zeeland II) di mantenere segreto il possesso dei piani venne ulteriormente minato, questa volta dal re in persona. La mattina del 14 gennaio Lepoldo inviò un messaggio a Winston Churchill, allora primo Lord dell'Ammiragliato, tramite l'ammiraglio Sir Roger Keyes per chiedere alcune garanzie. Il messaggio venne inviato tramite Keyes perché questi si era affermato come legame segreto tra il governo britannico e il re belga. Le suddette garanzie includevano l'assicurazione che gli Alleati non avrebbero avviato negoziati per la risoluzione di qualsiasi conflitto senza l'accordo del Belgio. Keyes aggiunse una clausola che credeva potesse indurre Leopoldo a convincere il suo governo a chiedere immediatamente l'intervento degli Alleati se le garanzie fossero state imminenti. Ciò era d'interesse per gli Alleati, perché sia la Gran Bretagna che la Francia avevano cercato di persuadere il Belgio a far entrare le loro truppe sin dall'inizio della guerra.
Non esiste una trascrizione della conversazione tra Keyes e Churchill, ma se Keyes avesse davvero detto ciò che intendeva dire, ciò venne modificato nelle fasi successive. Nella comunicazione che giunse ai francesi quel pomeriggio, non vi era alcun riferimento al fatto che Keyes stava solo dando la sua opinione personale sull'intervento degli Alleati. Il resoconto francese di ciò che veniva offerto affermava che «il re avrebbe chiesto al suo governo di chiedere alle armate Alleate di occupare immediatamente posizioni difensive all'interno del Belgio» se i belgi avessero ricevuto soddisfacenti garanzie. Édouard Daladier, il presidente del consiglio francese nel gennaio del 1940, disse rapidamente al governo britannico che, per quanto riguardava la Francia, le garanzie potevano essere fornite. Così i francesi ritenevano che i belgi avrebbero ricevuto una risposta soddisfacente da parte del governo britannico in relazione alle garanzie e avrebbero poi invitato subito le armate Alleate a marciare sul loro territorio.
Alle 15:50 Daladier informò Gamelin che i belgi avevano in linea di principio accettato una proposta francese e gli chiese se fosse pronto ad eseguirla. Gamelin era molto soddisfatto, rispondendo che a causa di forti nevicate nella zona della frontiera belga-tedesca i tedeschi sarebbero stati incapaci di avanzare rapidamente, che un'invasione tedesca era quindi improbabile e che ciò poneva una situazione ideale per un trinceramento francese, aggiungendo «Ora dobbiamo cogliere l'occasione». Gamelin ordinò che le truppe Alleate sotto il suo controllo avrebbero dovuto avvicinarsi alla frontiera franco-belga durante la notte del 14-15 gennaio, in modo da essere pronti ad entrare nel paese a un semplice preavviso.
Alle 16:45, tuttavia, Gamelin ricevette una telefonata dal suo vice, il comandante del fronte occidentale generale Alphonse Georges. Allarmato dall'ordine, Georges era preoccupato che la decisione fosse irreversibile e che questa avrebbe potuto innescare una serie di eventi che avrebbero reso un'invasione tedesca inevitabile in un momento in cui l'esercito e l'aeronautica francesi non avevano ancora concluso il loro riarmo. Gamelin perse la calma ed insultò Georges, costringendolo ad accettare l'ordine. Durante la notte, i belgi vennero informati della manovra. Fu solo alle 8 del mattino del 15 gennaio che Gamelin ricevette la risposta britannica alle garanzie: stavano offrendo una versione annacquata che era molto improbabile che fosse accettabile per i belgi; nello stesso momento, ricevette messaggi dalle forze in avanzata che le truppe di frontiera belghe avevano smesso di rimuovere gli ostacoli di frontiera e che non avevano ricevuto l'ordine di consentire loro l'ingresso nel loro paese. Tre ore dopo Daladier, sollecitato dal disperato Gamelin che insisteva che il premier facesse «assumere» al governo belga «le proprie responsabilità», disse a Pol Le Tellier, ambasciatore belga a Parigi, che a meno che i francesi non avessero avuto un invito ad entrare in Belgio entro le 20:00 di quella sera, essi non solo avrebbero ritirato tutte le truppe britanniche e francesi dal confine ma si sarebbero anche rifiutati di eseguire manovre simili in caso di ulteriori avvisi e comunque fino a dopo che i tedeschi avessero invaso il paese.
Il governo belga, quel giorno, si dimostrò incapace di prendere una decisione positiva circa l'invito. Dopotutto, l'invasione era già stata prevista per il 14, ma non si concretizzò. Pesanti nevicate continuarono sul confine orientale, rendendo improbabile un immediato attacco tedesco. Il re e Van Overstraeten, entrambi convinti neutralisti, speravano che si potesse raggiungere una soluzione diplomatica per porre fine alla guerra e non avevano intenzione di coinvolgere il proprio paese nel conflitto a meno che non fosse stato assolutamente necessario. Verso le 12:00 Van Overstraeten ordinò alle truppe di frontiera belghe di ricostruire gli sbarramenti di confine e ricordò loro l'ordine permanente di «respingere con la forza qualsiasi unità straniera di qualsiasi nazionalità che violi il territorio belga». Alle 18:00 Daladier disse ad un deluso Gamelin che egli «non poteva assumersi la responsabilità di autorizzarci a penetrare preventivamente in Belgio», perché ciò avrebbe comportato la violazione della neutralità belga.

### I tedeschi annullano l'invasione
Quando il 13 gennaio 1940 Jodl apprese che i documenti erano probabilmente illeggibili, annullò i piani per eseguire l'attacco tre giorni prima del 14 gennaio - gli stessi piani che avrebbero causato la crisi in Belgio - e li rinviò al 15 o 16 gennaio, a seconda delle circostanze. In serata giunse la sorprendente notizia che le truppe belghe e olandesi - che erano già state mobilitate da settembre 1939 - erano state messe in stato d'allerta: ciò venne attribuito all'incidente e alla marcia di avvicinamento troppo evidente verso il confine della 6ª Armata tedesca, quest'ultima facendo perdere l'elemento sorpresa. Il 15 gennaio le condizioni stradali alla frontiera erano così degradate a causa delle nevicate e le prospettive meteorologiche così fosche che Jodl consigliò ad Hitler di sospendere l'invasione a tempo indeterminato. Il Führer, esitante, acconsentì il 16 gennaio alle 19:00.

## Conseguenze
Nel breve termine non sembrava che fossero stati fatti danni, ma si è sostenuto che a lungo termine le conseguenze di questo incidente furono disastrose per il Belgio e la Francia. Quando arrivò la vera invasione, il 10 maggio 1940, i tedeschi avevano cambiato radicalmente la propria strategia e questo cambiamento portò alla rapida caduta della Francia, mentre probabilmente anche una parziale vittoria tedesca sarebbe stata tutt'altro che certa se fosse stato seguito il piano originale. Determinare l'esatta natura del nesso causale tra l'incidente e la variazione della strategia tedesca si è tuttavia rivelato problematico.
Nel resoconto più tradizionale degli eventi, l'incidente indusse Hitler a chiedere un drastico cambiamento di strategia: il Führer disse Jodl che «l'intera operazione avrebbe dovuto essere costruita su una nuova base, al fine di garantire la segretezza e la sorpresa». I belgi si sentirono obbligati a dire ai tedeschi che avevano il piano d'attacco. Quando Joachim von Ribbentrop, il ministro degli Esteri tedesco, ribatté che era obsoleto, sarebbe stato più sincero di quanto intendesse. In risposta alla richiesta di Hitler, l'alto comando tedesco avrebbe cercato un'alternativa, trovandola infine nelle proposte del generale Erich von Manstein, ex capo di stato maggiore dell'Heeresgruppe A, che per alcuni mesi aveva difeso un nuovo concetto: invece d'impegnarsi nell'attacco sulla frontiera belga nord-orientale, le divisioni Panzer tedesche dovevano essere concentrate più a sud. Jodl riportò il 13 febbraio che Hitler era d'accordo, riferendosi all'incidente di Mechelen: «Dovremmo poi attaccare in direzione di Sedan. [...] Il nemico non si aspetta che noi attacchiamo da lì. I documenti in possesso degli ufficiali della Luftwaffe che si sono schiantati hanno convinto il nemico che intendiamo solo conquistare le coste olandesi e belghe». Pochi giorni dopo questa discussione Hitler aveva personalmente parlato con von Manstein e il Führer aveva dato il via libera. Il piano che aveva causato così tanto tumulto quando venne catturato dai belgi nel 1940 venne quindi sostituito.
Tuttavia, l'importanza dell'incidente venne anche negata con veemenza. Hitler era già titubante circa il piano originale fin dal suo inizio. Il rinvio fu uno dei tanti e, anche in questa occasione, più da attribuire alle condizioni atmosferiche che alla divulgazione del contenuto dei documenti. Poiché il piano era piuttosto tradizionale e prevedibile, nessun segreto fondamentale era stato compromesso e come tale non vi era alcuna necessità diretta di un cambiamento. La richiesta di Hitler della sorpresa non si riferiva ad una nuova strategia imprevedibile, ma a una fase di avvicinamento e concentrazione abbreviata, in modo da acquisire una sorpresa tattica prima che il nemico potesse reagire. A tal fine, le divisioni corazzate vennero dislocate più a ovest e l'organizzazione venne migliorata. Non vi fu alcun cambiamento diretto nel pensiero strategico e quando venne portato a termine un concetto migliorato, all'interno di un continuo processo di modifiche, il 30 gennaio, questa Aufmarsch Anweisung N° 3, Fall Gelb ("Direttiva di Schieramento, Caso Giallo") non differiva fondamentalmente dalle versioni precedenti. In questa prospettiva solo il fatto che alcuni amici di Von Manstein riuscirono a portare le sue proposte all'attenzione di Hitler determinò davvero una svolta fondamentale. La conseguenza principale dell'incidente sarebbe stata la rivelazione non del piano tedesco, ma del modo in cui gli Alleati si sarebbero schierati in caso di invasione, cosa che permise ai tedeschi di adattare di conseguenza il loro attacco.
L'adozione del Fall Gelb rivisto da parte dei tedeschi, mentre gli Alleati stavano ancora aspettando che Hitler andasse avanti con la versione catturata, significava che i tedeschi avrebbero potuto tendere al nemico una trappola. Ci sarebbe stato comunque un attacco realizzato nel Belgio centrale, ma questo sarebbe stato solo un diversivo per attirare il maggior numero di soldati Alleati al nord, mentre il principale attacco tedesco sarebbe caduto sulle Ardenne e avrebbe poi attraversato la Mosa tra Sedan e l'area a nord di Dinant, per penetrare fino alla costa della Manica. In tal modo le armate Alleate in Belgio sarebbero state tagliate fuori dai loro rifornimenti e costrette ad arrendersi. Questo stratagemma avrebbe potuto essere intelligente, ma avrebbe funzionato solo se Gamelin si fosse attenuto alla sua strategia originale; il che era chiedere molto, visto che fino al 14 gennaio 1940 il suo intuito era stato impeccabile. Non aveva forse indovinato correttamente il contenuto dell'Aufmarsschanweisung Fall Gelb originale?
Tuttavia, Gamelin non riuscì a cambiare la sua strategia sulla presunzione che i tedeschi avrebbero cambiato la loro, nonostante i dubbi di Gort e del governo britannico. Forse gli Alleati credevano ancora che i documenti acquisiti erano solo uno schema abbozzato. Forse gli inglesi erano imbarazzati dall'entità del loro contributo e quindi esitavano a criticare eccessivamente la strategia del loro alleato. Gamelin venne duramente criticato per non aver cambiato il suo piano. La sua posizione venne spiegata con l'incapacità di credere che il tradizionalista alto comando tedesco avrebbe fatto ricorso a strategie innovative, per non parlare delle tattiche della cosiddetta "guerra lampo" necessarie per farle funzionare ; qualsiasi grande concentrazione di forze che fosse rifornita attraverso la povera rete stradale nelle Ardenne avrebbe dovuto agire molto rapidamente. Anche a questo riguardo, l'incidente non avrebbe quindi avuto conseguenze di rilievo.
Erich Hoenmanns e Helmuth Reinberger vennero processati in contumacia in Germania e condannati a morte. Il trasporto di documenti segreti in aereo senza esplicita autorizzazione era severamente vietato e considerato un delitto capitale. I verdetti non sarebbero mai stati eseguiti: dopo un soggiorno in un campo d'internamento a Huy, entrambi gli uomini vennero evacuati nel 1940, prima in Gran Bretagna e poi in Canada. La moglie di Hoenmanns, Annie, venne interrogata dalla Gestapo, che temeva che suo marito fosse un traditore. Ella lo negò, ma dal fatto che non era a conoscenza di una relazione extraconiugale di Hoenmanns, si concluse che fosse una fonte d'informazioni inaffidabile. Ai suoi due figli venne permesso di servire nell'esercito e vennero uccisi in azione durante la guerra. Gli ufficiali vennero scambiati più avanti nel corso della guerra, nel 1943 (Hoenmanns) e nel 1944 (Reinberger). Al ritorno in Germania vennero processati. Hoenmanns venne graziato parzialmente, Reinberger venne completamente assolto; non era ritenuto responsabile delle gravi conseguenze della sua trasgressione.